# Südafrikanische Badmintonmeisterschaft 1950
Die Südafrikanische Badmintonmeisterschaft 1950 fand in Kapstadt statt. Es war die zweite Austragung der nationalen Titelkämpfe im Badminton in Südafrika.

## Titelträger
| Disziplin    | Sieger                       |
| ------------ | ---------------------------- |
| Herreneinzel | K. C. Brann                  |
| Dameneinzel  | Florrie McKenzie             |
| Herrendoppel | K. C. Brann R. C. Allen      |
| Damendoppel  | B. Bayne Florrie McKenzie    |
| Mixed        | K. C. Brann Florrie McKenzie |